# ۱۵۸ (عدد)
مهکا(صد و پنجاه و هشت) یک عدد طبیعی است 